# Draft NFL 1978
Il Draft NFL 1978 si è tenuto dal 28 al 29 aprile 1978. La lega tenne anche un draft supplementare prima dell'inizio della stagione regolare.
I Tampa Bay Buccaneers detenevano la prima scelta assolutà del Draft 1978, in virtù del loro record di 2 vittorie e 12 sconfitte nel 1977. Tampa Bay scambiò la propria scelta con gli Oilers, per il tight end Jimmie Giles, le scelte del primo e secondo giro degli Oilers del 1979 e quelle del terzo e quinto giro del Draft NFL 1979.

## Primo giro
|  | = Pro Bowler |

|  | = Hall of Famer |

| Scelta | Squadra                          | Giocatore      | Ruolo            | College          |
| ------ | -------------------------------- | -------------- | ---------------- | ---------------- |
| 1      | Houston Oilers[da Tampa Bay]     | Earl Campbell  | Running back     | Texas            |
| 2      | Kansas City Chiefs               | Art Still      | Defensive end    | Kentucky         |
| 3      | New Orleans Saints               | Wes Chandler   | Wide receiver    | Florida          |
| 4      | New York Jets                    | Chris Ward     | Offensive tackle | Ohio State       |
| 5      | Buffalo Bills                    | Terry Miller   | Running Back     | Oklahoma State   |
| 6      | Green Bay Packers                | James Lofton   | Wide Receiver    | Stanford         |
| 7      | San Francisco 49ers              | Ken MacAfee    | Tight end        | Notre Dame       |
| 8      | Cincinnati Bengals               | Ross Browner   | Defensive End    | Notre Dame       |
| 9      | Seattle Seahawks                 | Keith Simpson  | Defensive back   | Memphis State    |
| 10     | New York Giants                  | Gordon King    | Offensive Tackle | Stanford         |
| 11     | Detroit Lions                    | Luther Bradley | Defensive Back   | Notre Dame       |
| 12     | Cleveland Browns                 | Clay Matthews  | Linebacker       | USC              |
| 13     | Atlanta Falcons                  | Mike Kenn      | Offensive Tackle | Michigan         |
| 14     | San Diego Chargers               | John Jefferson | Wide Receiver    | Arizona State    |
| 15     | St. Louis Cardinals              | Steve Little   | Kicker           | Arkansas         |
| 16     | Cincinnati Bengals               | Blair Bush     | Centro           | Washington       |
| 17     | Tampa Bay Buccaneers[da Houston] | Doug Williams  | Quarterback      | Grambling        |
| 18     | New England Patriots             | Bob Cryder     | Guardia          | Alabama          |
| 19     | St. Louis Cardinals              | Ken Greene     | Defensive Back   | Washington State |
| 20     | Los Angeles Rams                 | Elvis Peacock  | Running Back     | Oklahoma         |
| 21     | Minnesota Vikings                | Randy Holloway | Defensive End    | Pittsburgh       |
| 22     | Pittsburgh Steelers              | Ron Johnson    | Defensive Back   | Eastern Michigan |
| 23     | Cleveland Browns                 | Ozzie Newsome  | Tight End        | Alabama          |
| 24     | San Francisco 49ers              | Dan Bunz       | Linebacker       | Long Beach State |
| 25     | Baltimore Colts                  | Reese McCall   | Tight End        | Auburn           |
| 26     | Green Bay Packers                | John Anderson  | Linebacker       | Michigan         |
| 27     | Denver Broncos                   | Don Latimer    | Defensive tackle | Miami            |
| 28     | Dallas Cowboys                   | Larry Bethea   | Defensive End    | Michigan State   |

## Hall of Famer
Alla stagione 2012, quattro giocatori della classe del 1978 sono stati inseriti nella Pro Football Hall of Fame
- Earl Campbell, Running back dalla University of Texas at Austin scelto come primo assoluto dagli Houston Oilers.

Induzione: Professional Football Hall of Fame, classe del 1991.
- Ozzie Newsome, Wide receiver da Alabama, scelto nel primo giro come 23º assoluto Cleveland Browns.

Induzione: Professional Football Hall of Fame, classe del 1999.
- James Lofton, Wide receiver da Stanford, scelto nel primo giro come 6º assoluto Green Bay Packers.

Induzione: Professional Football Hall of Fame, classe del 2003.
- Warren Moon, Quarterback da Washington, Non scelto nel draft.

Induzione: Professional Football Hall of Fame, classe del 2006.